# Osiedle Kościuszkowskie
Osiedle Kościuszkowskie – osiedle Krakowa wchodzące w skład Dzielnicy XVI Bieńczyce, niestanowiące jednostki pomocniczej niższego rzędu w ramach dzielnicy.
Choć to jedno z mniejszych osiedli Krakowa, znajduje się tutaj najdłuższy w Krakowie (a prawdopodobnie w całej w Polsce południowej) blok – pod jednym numerem budynku nr 6 znajduje się 472 lokali mieszkalnych.
Poza tym na osiedlu znajdują się bank, szkoła wyższa, siedziby dwóch Prokuratur Rejonowych – Kraków Prądnik Biały i Kraków Krowodrza, szkoła podstawowa, przedszkole, dwa gabinety stomatologiczne, zakład fryzjerski, pawilon handlowy i kilka pomniejszych sklepików spożywczych.

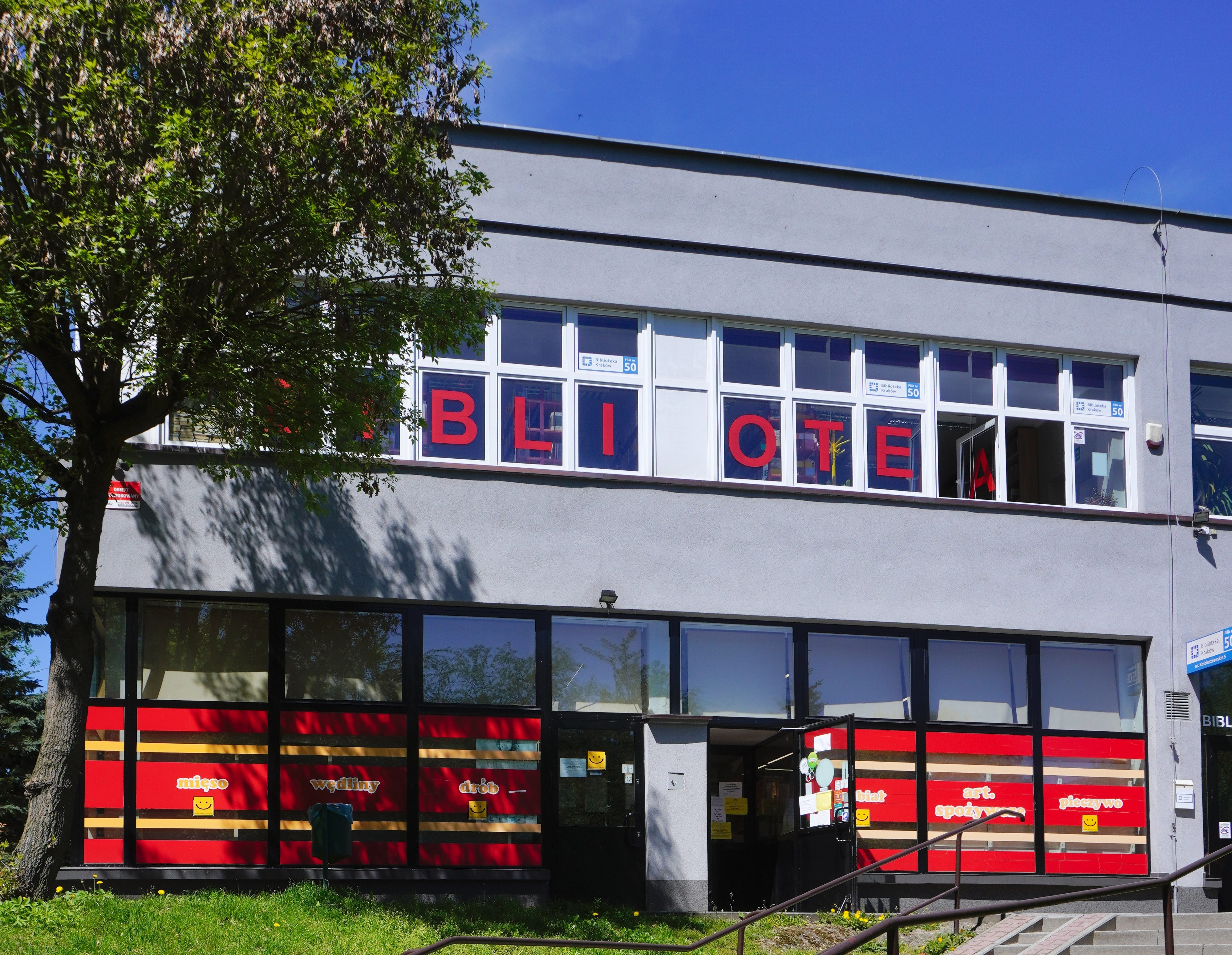
Os. Kościuszkowskie 5, fragment pawilonu handlowo-usługowego oraz siedziba filii 50 Biblioteki Kraków
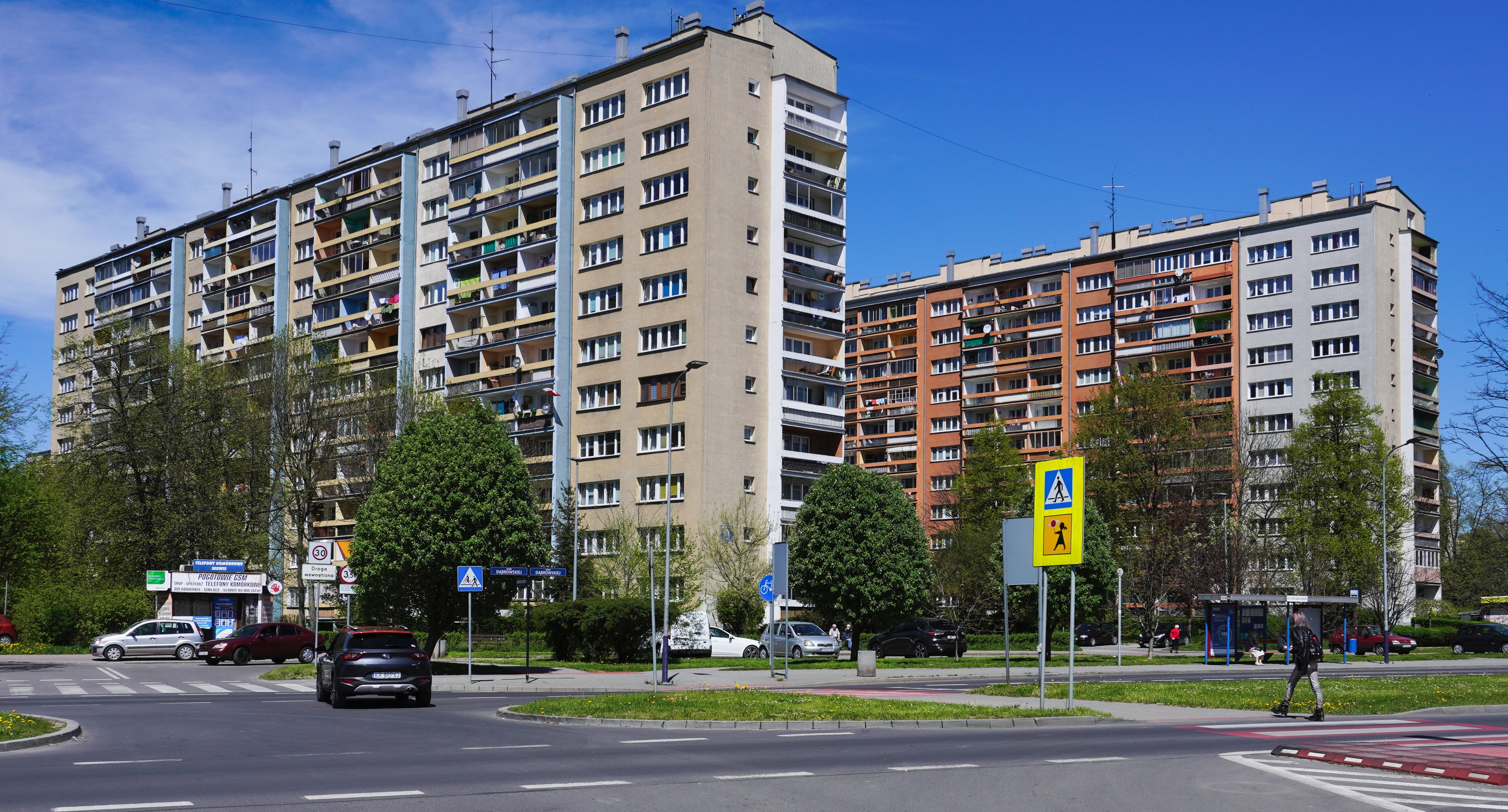
Bloki os. Kościuszkowskie 9 i 6, widok od południowego wschodu, od ul. Marii Dąbrowskiej
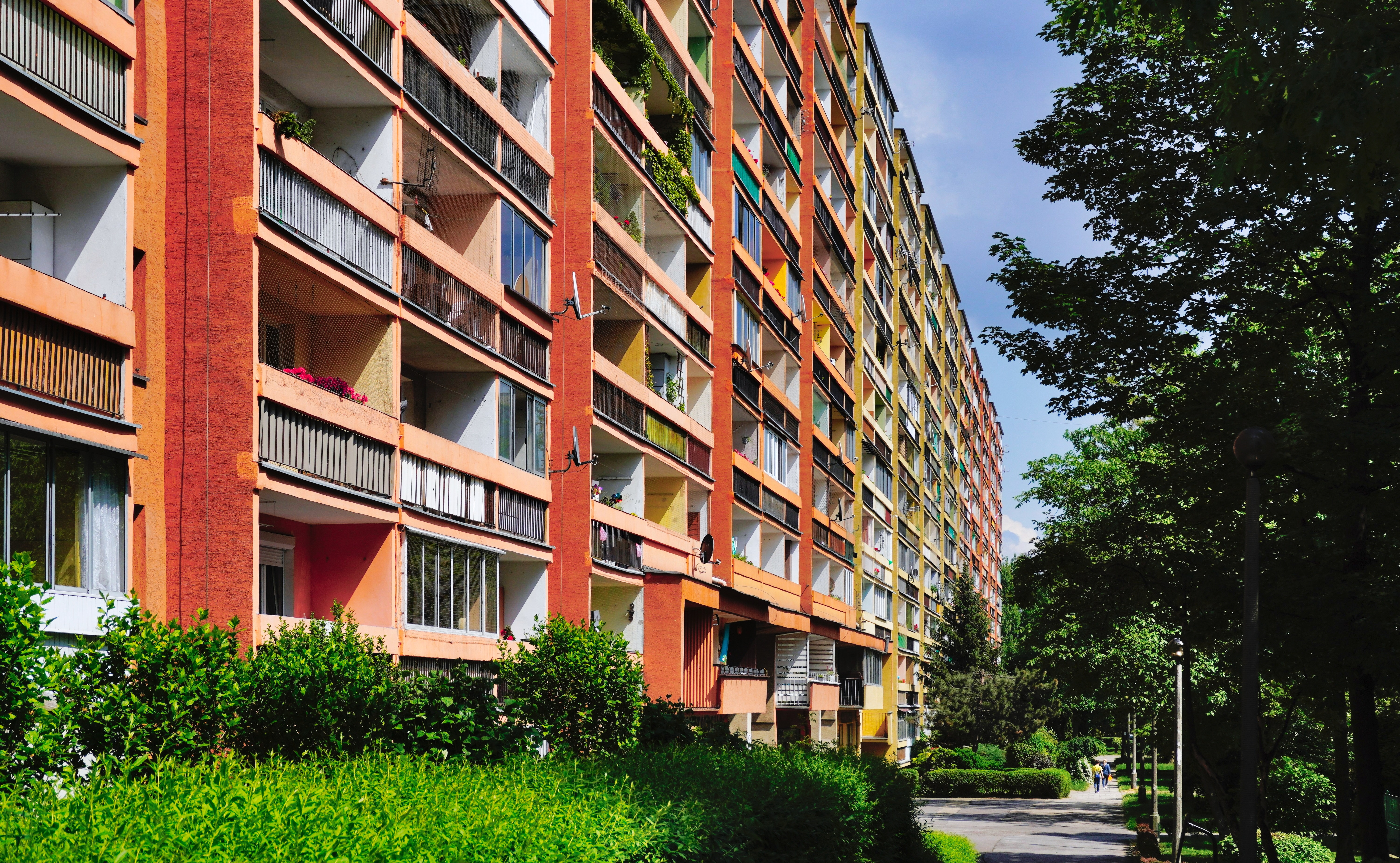
Wnętrze osiedla, os. Kościuszkowskie 6
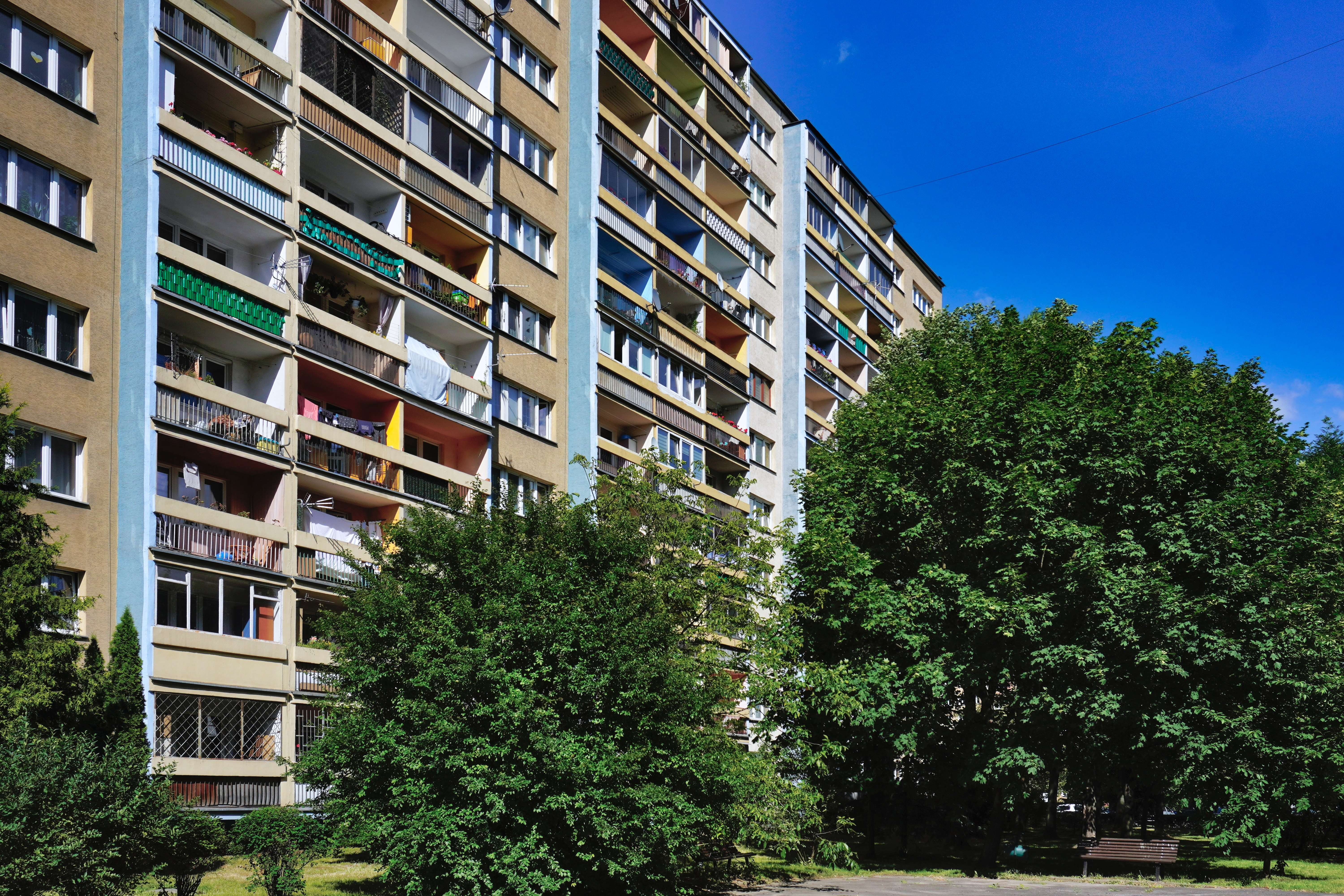
Wnętrze osiedla, os. Kościuszkowskie 9